# Heteromys irroratus
Heteromys irroratus és una espècie de mamífer rosegador de la família dels heteròmids. Viu a Mèxic i l'extrem meridional de Texas (Estats Units). Es tracta d'un animal nocturn que s'alimenta de llavors de Celtis, mesquite i altres matolls. El seu hàbitat natural són els matollars secs. És una espècie en risc mínim, és a dir, no sembla que hi hagi cap amenaça significativa per a la seva supervivència.